# آية هيراياما
آية هيراياما (باليابانية: 平山あや) هي آيدولة يابانية وممثلة يابانية، ولدت في 13 يناير 1984 بناسوشيوبارا في اليابان.

## وصلات خارجية
- آية هيراياما على موقع IMDb (الإنجليزية)
- آية هيراياما على موقع قاعدة بيانات الفيلم (الإنجليزية)